# Gerry Perry
Gerald Perry est un joueur américain de tennis né le 1er juin 1947 à Springfield (Missouri). Il a été finaliste en double mixte à l'US Open.

## Carrière
Finaliste en double mixte au premier US Open en 1968.

## Palmarès

### Finale en double mixte
| Année | Nom et lieu du tournoi | Catégorie    | Surface | Adversaires                 | Partenaire     | Score    | Tableau  |
| ----- | ---------------------- | ------------ | ------- | --------------------------- | -------------- | -------- | -------- |
| 1968  | US Open à Forest Hills | Grand Chelem | Gazon   | Mary-Ann Eisel Peter Curtis | Tory Ann Fretz | 6-4, 7-5 | Parcours |